# Yesudas Ramchundra
Yesudas Ramchundra (en Devanagari,रामचन्द्र लाल) (1821-1880) va ser un matemàtic indi, estudiat i introduït a Europa per Augustus De Morgan.

## Vida i Obra
Fill d'un recaptador de la Companyia Britànica de les Índies Orientals, va estudiar sense prestar gaire atenció a les matemàtiques. En morir el seu pare, va ser casat, amb només onze anys, amb la filla d'una rica família de Delhi que era sord muda (tot i que ell no ho va saber fins més endavant). El 1844 va completar els seus estudis al Delhi College on va romandre com a professor de matemàtiques i responsable de publicacions.
En les revoltes de 1857 va patir persecució per ser convers al cristianisme. Després d'un breu pas per l'Institut Indi de Tecnologia com a cap d'estudis, va ser nomenat director d'una escola recentment fundada a Delhi. Es va retirar quan només tenia 45 anys per la seva mala salut.
Ramchundra és recordat pel seu Treatise on Problems of Maxima and Minima Solved by Algebra, que va sorprendre gratament Augustus De Morgan qui es va encarregar de la seva traducció i edició en anglès el 1859.